# Frédéric Dambier

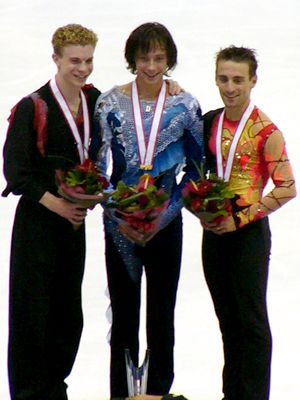
Dambier (rechts) in 2004 op het podium met Goebel (links) en Weir

Frédéric Dambier (Tours, 26 december 1977) is een Franse kunstschaatser.
Dambier is actief als individuele kunstschaatser en wordt gecoacht door Pierre Trente en Annick Dumont.
| records             | punten | datum      | toernooi           |
| ------------------- | ------ | ---------- | ------------------ |
| Hoogste totaalscore | 201.55 | 22-11-2003 | Cup of Russia 2003 |
| Hoogste korte kür   | 71.21  | 20-01-2006 | EK 2006            |
| Hoogste lange kür   | 134.32 | 22-11-2003 | Cup of Russia 2003 |

## Belangrijke resultaten
| Kampioenschap           | 2000 | 2001   | 2002   | 2003  | 2004   | 2005   | 2006 |
| ----------------------- | ---- | ------ | ------ | ----- | ------ | ------ | ---- |
| Olympische Spelen       |      |        | 11e    |       |        |        | 19e  |
| Wereldkampioenschap     |      |        | 11e    |       | 9e     | 9e     |      |
| Europees Kampioenschap  |      | 8e     | 5e     | 8e    | 4e     | 7e     | 4e   |
| Nationaal Kampioenschap | 6e   | Zilver | Zilver | Brons | Zilver | Zilver | 4e   |